# Battaglia di Ticameron
La battaglia di Ticameron (o di Tricamarum/Tricameron) fu combattuta il 15 dicembre 533 tra le armate vandale, guidate dal re Gelimero e da suo fratello Zazo, e quelle dell'Impero romano d'Oriente, sotto il comando del generale Belisario. Questo scontro fu diretta conseguenza della sconfitta di Gelimero nella battaglia di Ad Decimum ed ebbe come esito la definitiva scomparsa del Regno dei Vandali, determinando conseguentemente la conquista dell'intero Nord-Africa da parte di Giustiniano I.
Dopo essere stato cacciato da Cartagine, Gelimero si stabilì a Bulla Regia in Numidia (le cui rovine sono poste oggi lungo il confine occidentale della moderna Tunisia), all'incirca 100 miglia a Ovest dalla capitale del Regno. Consapevole di non potere far fronte da solo alle preponderanti forze di Belisario, inviò dei messaggeri al fratello Zazo, impegnato con le proprie truppe in una campagna militare in Sardegna. Non appena ricevuto il messaggio, quest'ultimo si affrettò a ritornare in Africa per unire le proprie truppe a quelle del fratello.
Nel frattempo Gelimero cercava con tutti i mezzi di dividere le forze alleate a Belisario. Offrì ricompense alle tribù berbere e puniche locali per ogni testa di soldato romano che queste gli avessero portato e inviò dei messaggeri a Cartagine cercando di portare nei propri ranghi con forti offerte di denaro ai mercenari Unni al seguito del condottiero bizantino, decisivi nella battaglia di Ad Decimum.
Zazo e le sue truppe si unirono a Gelimero nel dicembre. Ritenendo il suo esercito abbastanza forte per sconfiggere il nemico, il re vandalo passò dunque all'offensiva distruggendo il grande acquedotto che riforniva di acqua potabile la città di Cartagine.
Nelle 12 settimane che erano trascorse da Ad Decimum Belisario aveva intanto fortificato la città ma, venuto a conoscenza dei piani di Gelimero e ritenendo di non potersi affidare per lungo tempo ai mercenari Unni, invece di aspettare un probabile assedio, uscì da Cartagine con il proprio esercito e con gli Unni in coda alla colonna.

## La battaglia
I Vandali erano almeno tre volte più numerosi dei bizantini ma Belisario fece un ottimo discorso d'incoraggiamento:
(Procopio di Cesarea, La guerra gotica, vol. IV, I, pp. 15, 16)
Le due forze si incontrarono appena fuori dalla città e la cavalleria romana immediatamente ruppe le linee Vandale attaccando e ritirandosi per tre volte. Durante la terza carica Zazo fu ucciso sotto gli occhi di Gelimero che, come era già successo ad Ad Decimum, si perse d'animo e fece arretrare le truppe che in breve si diedero ad una fuga scomposta. Gelimero tornò in Numidia con quello che rimaneva della sua armata, perdendo oltre 3 000 uomini, uccisi o fatti prigionieri dai bizantini. Belisario marciò allora su Hippo Regius, che aprì al condottiero le proprie porte.
Gelimero capì allora di avere perduto il proprio regno e si apprestò a dirigersi in Spagna, dove erano rimaste alcune tribù barbare che avevano deciso di non seguire Genserico alcuni decenni prima. I Romani vennero a conoscenza del piano e lo sventarono, costringendo Gelimero a rifugiarsi coi Berberi sulle montagne presso Tunisi. L'anno seguente fu trovato e catturato dalle truppe romane, condotte nell'occasione da Fara (Eruli). Anche se inizialmente aveva rifiutato la resa fu costretto ad accettarla da un rigido inverno che quell'anno si era abbattuto sulla regione. Il regno Vandalo cessò di esistere e le sue province di Sardegna, Corsica e Baleari finirono sotto il controllo di Giustiniano.